# Breskov molj
Breskov molj (znanstveno ime Anarsia lineatella) je metuljček iz družine drevesnih veščic, ki velja za škodljivca sadnega drevja.
Breskov molj izvira iz Evrope, od koder so ga v osemdesetih letih 19. stoletja zanesli tudi v Severno Ameriko.

## Opis
Odrasla žuželka meri preko kril med 11 in 14 mm, letijo pa med junijem in avgustom, kar je v največji meri odvisno od lokacije.
Ličinke se hranijo na drevesih vrste Prunus, med katerimi so tudi češnja (Prunus avium), črni trn (Prunus spinosa), sliva (Prunus domestica) ter cibora (Prunus insititia). V Kaliforniji je breskov molj velik škodljivec v nasadih mandeljnov. Gosenice so čokoladno rjave barve s črno glavo in vrtajo rove v mladih poganjkih in plodovih. Poganjke napadejo običajno v drugi polovici ali proti koncu maja, ko so poganjki dolgi vsaj 10–20 cm, pri čemer lahko ena gosenica uniči več poganjkov. Ko gosenice odrastejo, se zabubijo kar na drevesu. Iz njih se v drugi polovici maja razvijejo metuljčki prvega rodu. Ti metulji živijo vse do konca junija. Gosenice tega rodu ponovno napadejo poganjke in zlasti plodove najbolj množično sredi junija. Metuljčki drugega rodu se pojavijo običajno avgusta, gosenice, ki se izležejo iz odloženih jajčec, pa prezimijo in prvo leto ne povzročajo neposredne škode.